# Grotta di Morigerati
Grotta di Morigerati este o arie protejată (arie specială de conservare — SAC, sit de importanță comunitară — SCI) din Italia întinsă pe o suprafață de 2,94 ha, integral pe uscat.

## Localizare
Centrul sitului Grotta di Morigerati este situat la coordonatele 40°08′39″N 15°32′58″E / 40.144167°N 15.549444°E.

## Înființare
Situl Grotta di Morigerati a fost declarat sit de importanță comunitară în mai 1995 pentru a proteja 11 specii de animale. Situl a fost protejat și ca arie specială de conservare în mai 2019.

## Biodiversitate
Situată în ecoregiunea mediteraneană, aria protejată conține 1 habitat natural: Peșteri inaccesibile publicului.
La baza desemnării sitului se află mai multe specii protejate:
- păsări (6): privighetoare-de-baltă (Acrocephalus melanopogon), pescăruș albastru (Alcedo atthis), caprimulg (Caprimulgus europaeus), turturică (Streptopelia turtur), sturz-cântător (Turdus philomelos), sturzul de vâsc (Turdus viscivorus)
- mamifere (2): liliacul mare cu potcoavă (Rhinolophus ferrumequinum), liliacul mic cu potcoavă (Rhinolophus hipposideros)
- nevertebrate (2): Coenagrion mercuriale, Oxygastra curtisii
- pești (1): salmo cettii (Salmo cetti)

Pe lângă speciile protejate, pe teritoriul sitului au mai fost identificate 1 specie de amfibieni, 4 specii de nevertebrate.